# Nine Inch Nails
Nine Inch Nails (engl. für „Neun-Zoll-Nägel“, abgekürzt NIИ) wurde 1988 in Cleveland, Ohio, von Trent Reznor gegründet – nicht als herkömmliche Band, sondern als Musikprojekt, das ausschließlich der Realisierung seiner musikalischen Ideen dient.
Im Studio sind weitere Musiker und Tontechniker lediglich als Assistenten gefragt, da Reznor die meisten Instrumente selbst einspielt. Auf Konzertbühnen unterstützen ihn weitere Musiker, wodurch Nine Inch Nails nur in der Live-Umgebung als Band angesehen werden kann. Musikalisch bewegt sich Nine Inch Nails zwischen Rock und elektronischer Musik.

## Geschichte

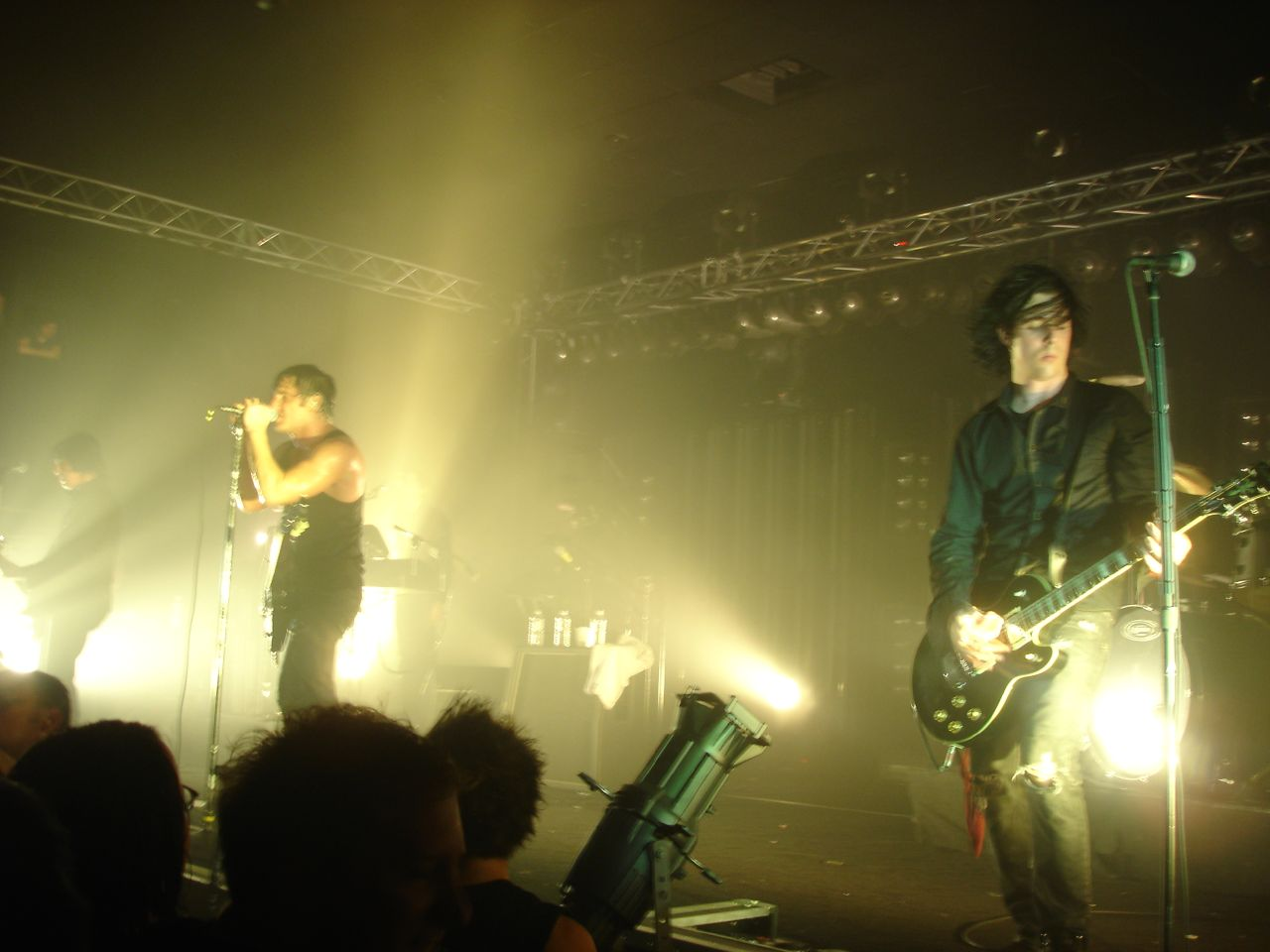
Nine Inch Nails im Mai 2005

### Namensgebung
Bevor er mit 23 Jahren Nine Inch Nails gründete, hatte Trent Reznor in etlichen lokal bekannten Bands gespielt. Er fühlte sich jedoch nie frei genug, eigene musikalische Ideen in befriedigendem Maße umzusetzen. Wie Reznor auf den Namen Nine Inch Nails kam, erklärt er im folgenden Zitat:

“I don't know if you've ever tried to think of band names, but usually you think you have a great one and you look at it the next day and it's stupid. I had about 200 of those. nine inch nails lasted the two-week test, looked great in print, and could be abbreviated easily. It really doesn't have any literal meaning. It seemed kind of frightening.

[In his best he-man voice]

Tough and manly!

It's a curse trying to come up with band names.”

„Ich weiß nicht, ob du jemals versucht hast, dir einen Namen für eine Band auszudenken, aber gewöhnlich denkt man, man hätte einen großartigen gefunden, und am nächsten Tag schaut man ihn sich an, und er ist albern. Ich hatte ungefähr 200 davon. ‚Nine Inch Nails‘ bestand den Zwei-Wochen-Test, sah gedruckt großartig aus und konnte leicht abgekürzt werden. Er hat keine wirkliche Bedeutung. Er wirkte irgendwie furchteinflößend.

[Mit seiner männlichsten Stimme] 

Hart und männlich!

Es ist verflucht schwierig, sich Bandnamen auszudenken.“

### Die ersten Veröffentlichungen
Das erste Album Pretty Hate Machine war musikalisch noch sehr stark vom New Wave der 80er Jahre und von den aufkommenden Synthiesounds beeinflusst, erschien am 20. Oktober 1989 und erreichte bis heute dreimal Platinstatus in den USA. Es wurden die drei Singles Head like a Hole, Down in It und Sin ausgekoppelt. Der Musiksender MTV spielte Head like a Hole häufig, was den Bekanntheitsgrad der Band erhöhte. Das Video zu Sin wurde von Reznors damaliger Plattenfirma nicht freigegeben und feierte erst Jahre später auf der Nine-Inch-Nails-Musikvideo-Kompilation Closure offiziell Premiere.
Die zweite große Veröffentlichung von Nine Inch Nails erschien 1992. Broken ist eine EP mit sechs Titeln und zwei versteckten Songs (Physical, ein Adam-and-the-Ants-Cover, sowie Suck). Das Lied Wish gewann in der Kategorie Best Metal Performance einen Grammy. Im selben Jahr wie Broken erschien mit Fixed eine Remix-EP, auf dem Reznor und Musikerkollegen die Tracks der Vorgänger-EP völlig neu mixten.

### The Downward Spiral&The Fragile
1994 veröffentlichte die Band das Konzeptalbum The Downward Spiral und erreichte damit bis heute vierfachen Platinstatus in den USA. Die erste Single des Albums war March of the Pigs. Das Album erlebte mehrere Popularitätsschübe. Vor allem die zweite Single-Auskopplung Closer war auch kommerziell erfolgreich und hielt sich 22 Wochen in den US-amerikanischen Singlecharts. Das letzte Lied des Albums, Hurt, wurde im Jahr 2002 sehr erfolgreich von Johnny Cash gecovert. Ein Jahr später erschien mit Further Down the Spiral das Remix-Äquivalent.
Während der fünf Jahre zwischen den Alben The Downward Spiral und dem Nachfolgealbum The Fragile kämpfte Trent Reznor mit Depressionen, sozialen Ängsten und einer Schreibblockade. Zusätzlich litt er unter dem Tod seiner Großmutter.
In der Fragile-Ära (circa 1999–2002) wurde Reznors Kokain- und Alkoholabhängigkeit bekannt. Nach einer Entziehungskur wurde er clean. Es wurden dabei drei Singles veröffentlicht, nämlich The Day the World Went Away in den USA und Europa, We’re in This Together in Europa und Japan und Into the Void  in Australien. Im Jahr 2000 erschien die Remix-EP Things Falling Apart. 2002 folgte die Live-CD/DVD/VHS And All That Could Have Been.

### With Teeth&Year Zero
Das nächste Studioalbum With Teeth erschien im Frühjahr 2005 und stieg sofort auf Platz 1 der amerikanischen Billboard Charts ein. Als Singles wurden in Europa The Hand That Feeds, Only und Every Day Is Exactly the Same ausgekoppelt. Der ehemalige Nirvana-Schlagzeuger und Gründer der Foo Fighters, Dave Grohl, tritt bei einigen Stücken als Gastschlagzeuger auf. Am 23. Februar 2007 erschien mit Beside You in Time ein Live-Album der US-amerikanischen Wintertour 2006 in High Definition und 5.1-Sound auf DVD, HD DVD und Blu-ray Disc.
Das nachfolgende Studioalbum Year Zero erschien Mitte April 2007, wurde jedoch bereits am 4. April 2007 zum Probehören auf der offiziellen Webpräsenz von Nine Inch Nails als Stream angeboten. Es handelt sich um ein Konzeptalbum, das die Welt im Jahre 2022 (im „Year-Zero“-Konzept als Jahr 0000 bezeichnet) beschreibt:
Worin viele ein virales Marketingkonzept vermuteten, ist laut Reznor bereits Teil der Year-Zero-Erfahrung. Das komplexe Albumkonzept beschränkt sich damit nicht auf den Inhalt der CD, sondern wird auf das Internet ausgeweitet, indem etliche Websites aus jeweils verschiedenen Perspektiven die Zukunft, die Reznor im Sinn hat, beschreiben.
Am 20. November 2007 erschien in den USA das Remix-Album zu Year Zero unter dem Titel Y34RZ3R0R3M1X3D.

### Ghosts I–IV&The Slip
Am 16. Februar 2008 veröffentlichte Trent Reznor auf seiner Website einen Nachrichtenartikel mit der Überschrift „2 Weeks“ („2 Wochen“). Zwei Wochen später schließlich, am 2. März 2008, wurde überraschend ein komplett neues Studio-Doppelalbum mit dem Titel Ghosts I-IV, welches insgesamt 36 Stücke beinhaltet, unter einer Creative-Commons-Lizenz veröffentlicht.
Das Doppelalbum wurde in nur zehn Wochen Studioarbeit produziert und enthält ausschließlich Instrumentalstücke. Es wurden ähnliche Vertriebswege eingeschlagen wie bei dem Album The Inevitable Rise and Liberation of NiggyTardust! von Saul Williams, welches von Trent Reznor produziert wurde. Man hat die Wahl zwischen einer kostenfreien Download-Version, welche nur die ersten 9 Stücke beinhaltet, und des kompletten Albums, wahlweise im MP3-, FLAC- oder Apple-Lossless-Format.
Im April 2008 veröffentlichten Nine Inch Nails verschiedene Fotos auf Flickr, u. a. Fotos von Josh Freese und Robin Finck in einem Aufnahmestudio. Am 22. April begannen mehrere US-Radiostationen damit, einen neuen Nine-Inch-Nails-Song mit dem Namen Discipline zu spielen, am gleichen Tag wurde das Lied auch als freier Download als MP3 und alle Multitrack-Dateien veröffentlicht. Am 5. Mai 2008 erschien The Slip schließlich zum kostenfreien Download unter der Creative-Commons-Lizenz.

### Auszeit
Am 16. Februar 2009 gab Trent Reznor auf der Website der Band bekannt, dass sie sich voraussichtlich nach einer Welttournee eine Auszeit nehmen werden. Dazu gab Reznor an, dass er seit einiger Zeit darüber nachdenke, NIN nun für „einige Zeit“ von der Bildfläche verschwinden zu lassen. Die letzte Tour sei in physischer wie auch technischer Hinsicht sehr anstrengend gewesen. Vorher wurde allerdings noch eine Tour mit der Alternative-Rock-Band Jane’s Addiction durchgeführt.
2010 komponierte Reznor zusammen mit Atticus Ross die Filmmusik für den Film The Social Network von David Fincher. Für den Soundtrack erhielten er und Ross zahlreiche Auszeichnungen (u. a. Oscar). Ende 2011 zeichnete sich ein Ende der Auszeit ab, als Reznor in einem Interview die Wiederaufnahme der Arbeit mit Nine Inch Nails für 2012 in Aussicht stellte. Dies geschah aber noch nicht, da Trent Reznor mit seiner anderen Band How to Destroy Angels beschäftigt war. Er beendete die Auszeit mit der Twenty Thirteen Tour, mit der er vom 26. Juli 2013 bis 30. August 2014 unterwegs war.

### Hesitation Marks
Am 3. September 2013 wurde das neue Album Hesitation Marks veröffentlicht. Die erste Single Came Back Haunted, bei der David Lynch im Video Regie führte, ist bereits vorher erschienen.
In Zusammenarbeit mit Russel Mills ist am 16. Dezember 2015 ein Artbook für das Album Hesitation Marks erschienen.

### EP–Trilogie
In den Jahren 2016 sowie 2017 erschienen zwei weitere EPs, Not the Actual Events und Add Violence. Die Band ging auf Festival-Tournee, wobei sie auch auf dem Rock Werchter und Open Air St. Gallen spielte. Ihr einziges Deutschland-Konzert fand dabei im Rahmen des Citadel Music Festival in der Zitadelle Spandau statt.
Im Juni 2018 erscheint der Abschluss der EP-Trilogie mit den Namen Bad Witch als Halo 32.

### Ghosts V-VI
Am 26. März 2020 veröffentlichten Nine Inch Nails zwei neue Alben kostenlos auf ihrer Webseite, welche wie das originale Ghosts I-IV-Album ausschließlich instrumentale Stücke enthalten. Ghosts V: Together repräsentiert laut Reznor die Hoffnung und den Optimismus im Angesicht der COVID-19-Pandemie, während Ghosts VI: Locusts Reznors und Ross’ Ängste thematisiert.
Auf der Webseite verlauteten die beiden:

“As the news seems to turn ever more grim by the hour, we’ve found ourselves vacillating wildly between feeling like there may be hope at times to utter despair – often changing minute to minute. Although each of us define ourselves as antisocial-types who prefer being on our own, this situation has really made us appreciate the power and need for CONNECTION.”

„Da die Nachrichten von Stunde zu Stunde immer düsterer zu werden scheinen, schwanken wir wild zwischen dem Gefühl, dass es manchmal Hoffnung gibt, und der Verzweiflung, oft von Minute zu Minute wechselnd. Obwohl sich jeder von uns als unsozialer Typus definiert, der lieber allein ist, hat uns diese Situation wirklich die Macht und die Notwendigkeit der VERBINDUNG schätzen gelernt.“

## Rezeption
Die Medien, nicht Trent Reznor, ordnen seinen Musikstil meistens dem Industrial Rock zu, wobei Nine Inch Nails’ klangliches Spektrum weitaus größer ist. Die Gruppe wurde von einigen vergleichbaren Bands und Vorbildern wie Skinny Puppy oder KMFDM teils kritisch gesehen; cEvin Key findet The Downward Spiral eher belanglos und stößt sich an Reznors „OGREismen“ [sic!]. Bill Leeb von Front Line Assembly warf Reznor zudem Diebstahl vor:

„Schau dir Nine Inch Nails an. Ich glaube, er hat einige Ideen von uns und Skinny Puppy geklaut. Er sieht auf der Bühne aus wie Ogre. Er hat ganze Konzepte geklaut und sie zusammengefügt.“

Zenit von Nine Inch Nails’ Industrial-Rock-Zeit war The Downward Spiral, danach wurden diese Einflüsse zurückgenommen. Die Musik auf dem Ende der 1990er Jahre veröffentlichten Doppelalbum The Fragile ist vielmehr eine Mischung aus Alternative Rock und der damalig boomenden Electronica-Musik; nur wenige der 23 Lieder entsprechen noch dem Industrial Rock.
Im Jahr 2015 wurde das Projekt Nine Inch Nails vom Rolling Stone auf Platz 94 der 100 größten Musiker aller Zeiten gewählt.
Im Jahr 2020 wurden Nine Inch Nails in die Rock and Roll Hall of Fame aufgenommen.

## Diskografie
Studioalben

| Jahr | Titel               | Höchstplatzierung, Gesamtwochen, AuszeichnungChartplatzierungen (Jahr, Titel, Platzierungen, Wochen, Auszeichnungen, Anmerkungen) | Höchstplatzierung, Gesamtwochen, AuszeichnungChartplatzierungen (Jahr, Titel, Platzierungen, Wochen, Auszeichnungen, Anmerkungen) | Höchstplatzierung, Gesamtwochen, AuszeichnungChartplatzierungen (Jahr, Titel, Platzierungen, Wochen, Auszeichnungen, Anmerkungen) | Höchstplatzierung, Gesamtwochen, AuszeichnungChartplatzierungen (Jahr, Titel, Platzierungen, Wochen, Auszeichnungen, Anmerkungen) | Höchstplatzierung, Gesamtwochen, AuszeichnungChartplatzierungen (Jahr, Titel, Platzierungen, Wochen, Auszeichnungen, Anmerkungen) | Anmerkungen                                        |
| Jahr | Titel               | DE | AT | CH | UK | US | Anmerkungen                                        |
| ---- | ------------------- | --- | --- | --- | --- | --- | -------------------------------------------------- |
| 1989 | Pretty Hate Machine | — | — | — | UK67 Gold · (1 Wo.)UK | US75 ×3Dreifachplatin · (115 Wo.)US                                                                                               | Erstveröffentlichung: 20. Oktober 1989 „Halo 2“    |
| 1994 | The Downward Spiral | — | — | — | UK9 Gold · (6 Wo.)UK | US2 ×4Vierfachplatin · (115 Wo.)US                                                                                                | Erstveröffentlichung: 8. März 1994 „Halo 8“        |
| 1999 | The Fragile         | DE17 (7 Wo.)DE | AT14 (6 Wo.)AT | — | UK10 Silber · (5 Wo.)UK | US1 ×2Doppelplatin · (19 Wo.)US                                                                                                   | Erstveröffentlichung: 21. September 1999 „Halo 14“ |
| 2005 | With Teeth          | DE9 (7 Wo.)DE | AT4 (9 Wo.)AT | CH13 (6 Wo.)CH | UK3 Gold · (5 Wo.)UK | US1 Gold · (43 Wo.)US | Erstveröffentlichung: 3. Mai 2005 „Halo 19“        |
| 2007 | Year Zero           | DE6 (4 Wo.)DE | AT4 (5 Wo.)AT | CH13 (5 Wo.)CH | UK6 Silber · (4 Wo.)UK | US2 (17 Wo.)US | Erstveröffentlichung: 13. April 2007 „Halo 24“     |
| 2008 | Ghosts I-IV         | DE60 (1 Wo.)DE | AT58 (3 Wo.)AT | — | UK60 (1 Wo.)UK | US14 (7 Wo.)US | Erstveröffentlichung: 2. März 2008 „Halo 26“       |
| 2008 | The Slip            | DE33 (2 Wo.)DE | AT45 (5 Wo.)AT | CH38 (1 Wo.)CH | UK25 (1 Wo.)UK | US13 (7 Wo.)US | Erstveröffentlichung: 5. Mai 2008 „Halo 27“        |
| 2013 | Hesitation Marks    | DE5 (3 Wo.)DE | AT2 (4 Wo.)AT | CH5 (3 Wo.)CH | UK2 (3 Wo.)UK | US3 (11 Wo.)US | Erstveröffentlichung: 2. September 2013 „Halo 28“  |
| 2018 | Bad Witch           | DE28 (1 Wo.)DE | AT16 (2 Wo.)AT | CH5 (5 Wo.)CH | UK12 (2 Wo.)UK | US12 (2 Wo.)US | Erstveröffentlichung: 22. Juni 2018 „Halo 32“      |
| 2020 | Ghosts V: Together  | — | — | — | — | — | Erstveröffentlichung: 26. März 2020 „Halo 33“      |
| 2020 | Ghosts VI: Locusts  | — | — | — | — | — | Erstveröffentlichung: 26. März 2020 „Halo 34“      |

## Besetzung bei Live-Auftritten

### Erste Live-Shows 1988
- Chris Vrenna – Keyboard
- Ron Mussara – Schlagzeug

### „Hate 1990“
- Richard Patrick – Gitarre
- Nick Rushe – Keyboard (Jan.–März 1990)
- David Haymes – Keyboard (März–April 1990)
- Lee Mars – Keyboard (Mai 1990–Feb. 1991)
- James Woolley – Keyboard (restliche Tour)
- Chris Vrenna – Schlagzeug (zu Beginn der Tour)
- Jeff Ward – Schlagzeug (restliche Tour)

### „Self Destruct Tour“ – 1994–1995
- Robin Finck – Gitarre
- Danny Lohner – Bass, Gitarre, Keyboard
- Chris Vrenna – Schlagzeug
- James Woolley – Synthesizer (1994)
- Charlie Clouser – Synthesizer (1995)

### „Fragility 1.0 & 2.0 Tour“ – 1999–2000
- Charlie Clouser – Synthesizer
- Jerome Dillon – Schlagzeug
- Robin Finck – Gitarre
- Danny Lohner – Bass, Gitarre, Synthesizer

### „Live with Teeth“ – 2005–2006
- Alessandro Cortini – Keyboard
- Aaron North – Gitarre
- Jeordie White – Bass
- Jerome Dillon – Schlagzeug
- Alex Carapetis – Schlagzeug (7. Oktober – 1. Dezember 2005; Krankheitsvertretung von Jerome Dillon)
- Josh Freese – Schlagzeug (4., 5. Oktober, seit 6. Dezember 2005)

### Performance 2007
- Alessandro Cortini – Keyboard
- Aaron North – Gitarre
- Jeordie White – Bass
- Josh Freese – Schlagzeug

### Lights in the Sky 2008
- Alessandro Cortini – Keyboard
- Robin Finck – Gitarre
- Justin Meldal-Johnson – Bass
- Josh Freese – Schlagzeug

### Wave Goodbye 2009
- Robin Finck – Gitarre
- Justin Meldal-Johnson – Bass, Keyboard
- Ilan Rubin – Schlagzeug, Keyboard

### Festivals 2013
- Robin Finck – Gitarre
- Alessandro Cortini – Keyboard
- Josh Eustis – Bass, Gitarre, Keyboard
- Ilan Rubin – Schlagzeug, Keyboard

### Tension 2013
- Robin Finck – Gitarre
- Alessandro Cortini – Keyboard
- Josh Eustis – Bass, Gitarre, Keyboard
- Pino Palladino – Bass
- Ilan Rubin – Schlagzeug, Keyboard
- Lisa Fischer – Begleitgesang
- Sharlotte Gibson – Begleitgesang

### Tour 2014
- Robin Finck – Gitarre
- Alessandro Cortini – Keyboard, Bass
- Ilan Rubin – Schlagzeug, Keyboard

### I Can't Seem To Wake Up 2017, Cold and Black and Infinite 2018, Tour 2022, Peel It Back 2025
- Robin Finck – Gitarre
- Atticus Ross – Keyboard
- Alessandro Cortini – Bass, Keyboard
- Ilan Rubin – Schlagzeug, Keyboard

### Seit 2025
- Robin Finck – Gitarre
- Atticus Ross – Keyboard
- Alessandro Cortini – Bass, Keyboard
- Josh Freese – Schlagzeug

## Auszeichnungen/Nominierungen
| Jahr | Award                  | Kategorie                                                      | für                             | Resultat  |
| ---- | ---------------------- | -------------------------------------------------------------- | ------------------------------- | --------- |
| 1992 | Grammy Award           | Grammy Award for Best Metal Performance                        | „Wish“                          | Gewonnen  |
| 1993 | MTV Video Music Awards | Best Heavy Metal / Hard Rock Video                             | „Wish“                          | Nominiert |
| 1994 | MTV Video Music Awards | Breakthrough Video und Best Art Direction                      | „Closer“                        | Nominiert |
| 1994 | Grammy Award           | Grammy Award for Best Alternative Music Album                  | „The Downward Spiral“           | Nominiert |
| 1994 | American Music Awards  | Favorite Artist – Alternative                                  | Nine Inch Nails                 | Nominiert |
| 1995 | American Music Awards  | Favorite Artist – Alternative                                  | Nine Inch Nails                 | Nominiert |
| 1996 | Grammy Award           | Grammy Award for Best Metal Performance                        | „Happiness in Slavery“          | Gewonnen  |
| 1997 | Grammy Award           | Grammy Award for Best Hard Rock Performance                    | „The Perfect Drug“              | Nominiert |
| 1997 | MTV Video Music Awards | Best Direction                                                 | „The Perfect Drug“              | Nominiert |
| 1997 | MTV Video Music Awards | Best Cinematography                                            | „The Perfect Drug“              | Nominiert |
| 1997 | MTV Video Music Awards | Best Art Direction                                             | „The Perfect Drug“              | Nominiert |
| 1997 | MTV Video Music Awards | Best Alternative Video                                         | „The Perfect Drug“              | Nominiert |
| 1997 | MTV Video Music Awards | Video of the Year                                              | „The Perfect Drug“              | Nominiert |
| 2000 | Grammy Award           | Grammy Award for Best Alternative Music Album                  | „The Fragile“                   | Nominiert |
| 2000 | Grammy Award           | Grammy Award for Best Metal Performance                        | „Starfuckers, Inc.“             | Nominiert |
| 2001 | Grammy Award           | Grammy Award for Best Male Rock Vocal Performance              | „Into the Void“                 | Nominiert |
| 2005 | Billboard Music Awards | Modern Rock Artist of the Year                                 | Nine Inch Nails                 | Nominiert |
| 2006 | Grammy Award           | Grammy Award for Best Hard Rock Performance                    | „The Hand That Feeds“           | Nominiert |
| 2007 | Grammy Award           | Grammy Award for Best Hard Rock Performance                    | „Every Day Is Exactly the Same“ | Nominiert |
| 2009 | Grammy Award           | Grammy Award for Best Boxed Or Special Limited Edition Package | „Ghosts I-IV“                   | Nominiert |
| 2009 | Grammy Award           | Grammy Award for Best Rock Instrumental Performance            | „34 Ghosts IV“                  | Nominiert |